# Pittosporum

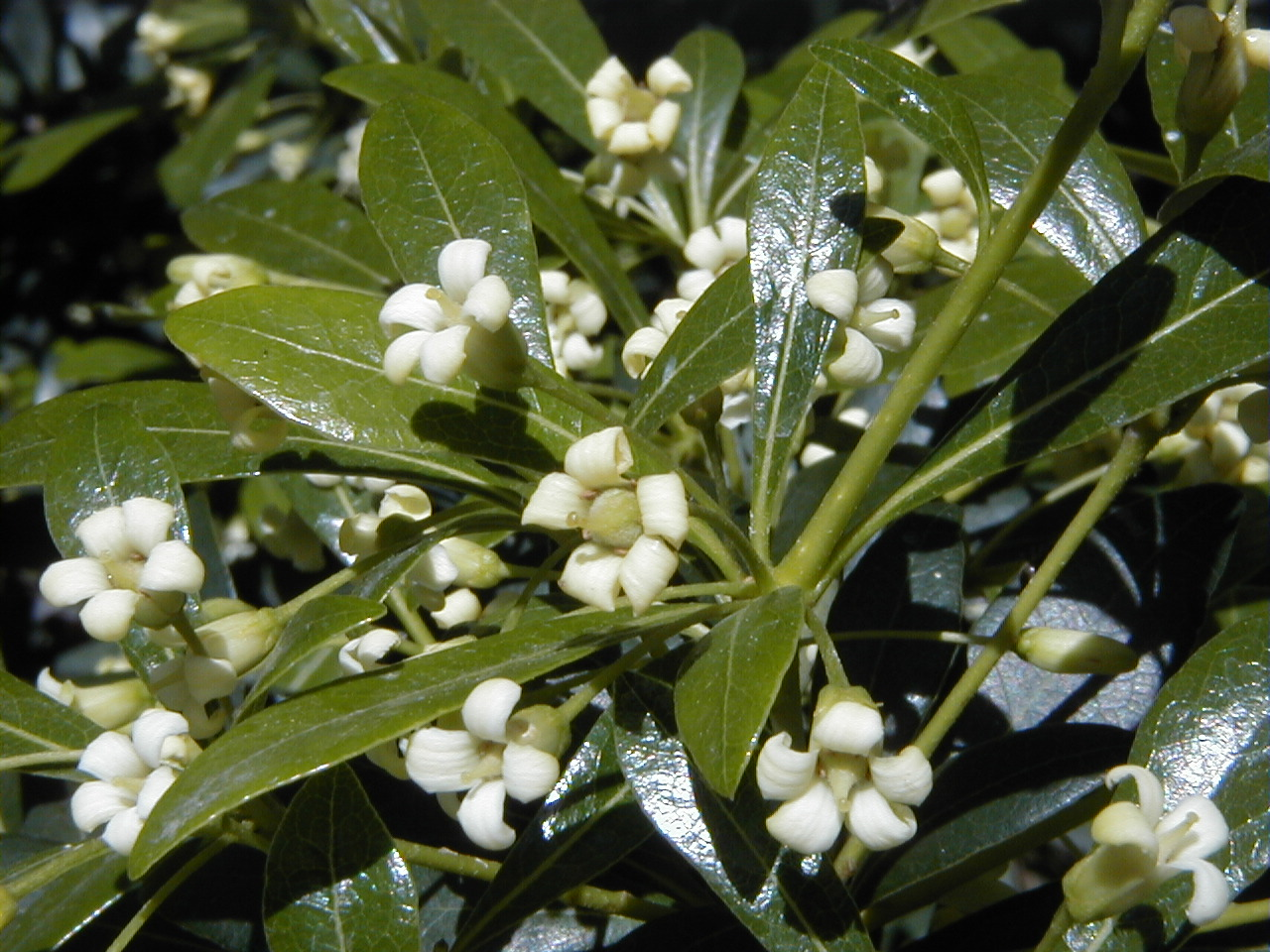
Pittosporum heterophyllum.

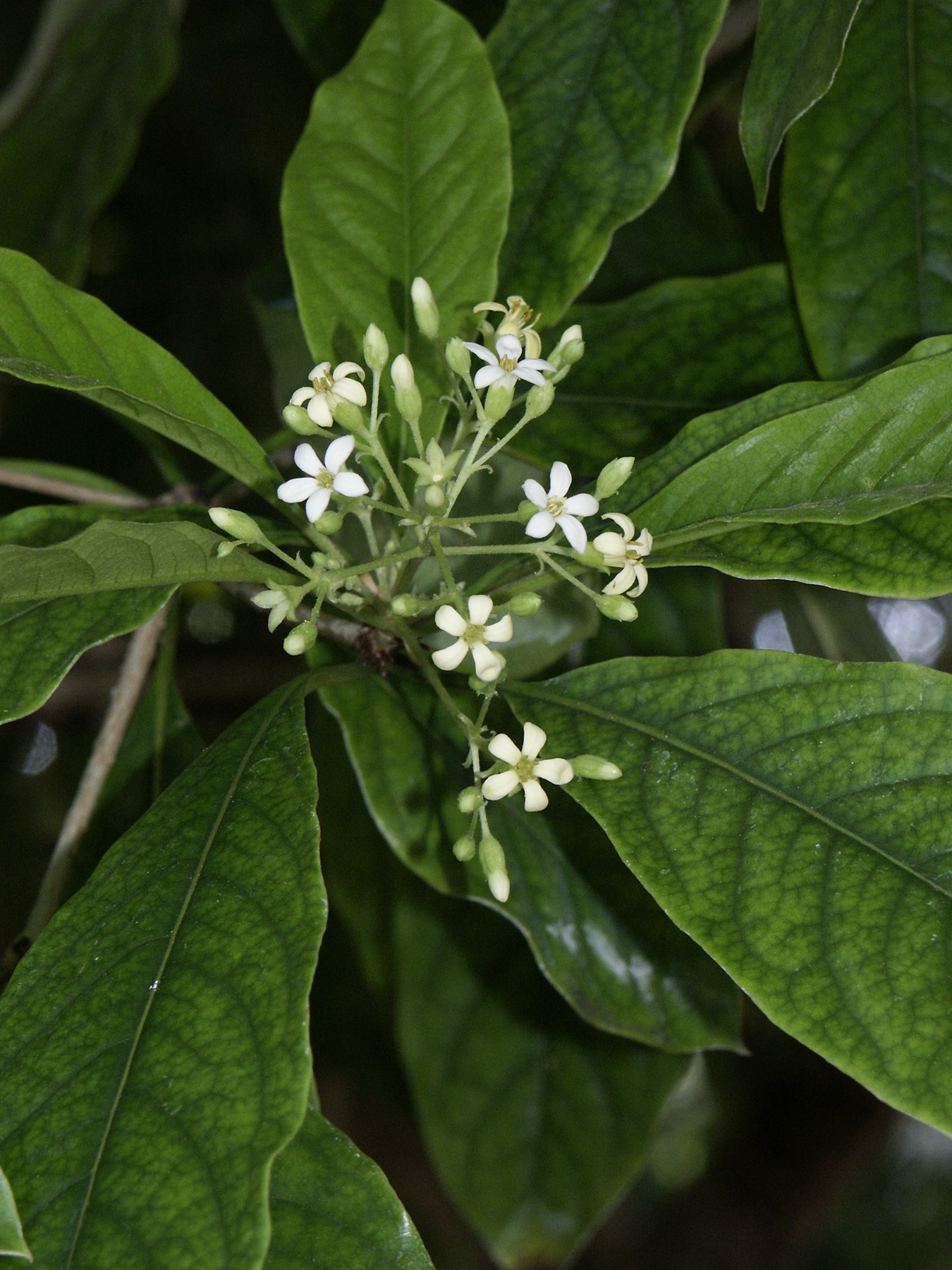
Pittosporum moluccanum.

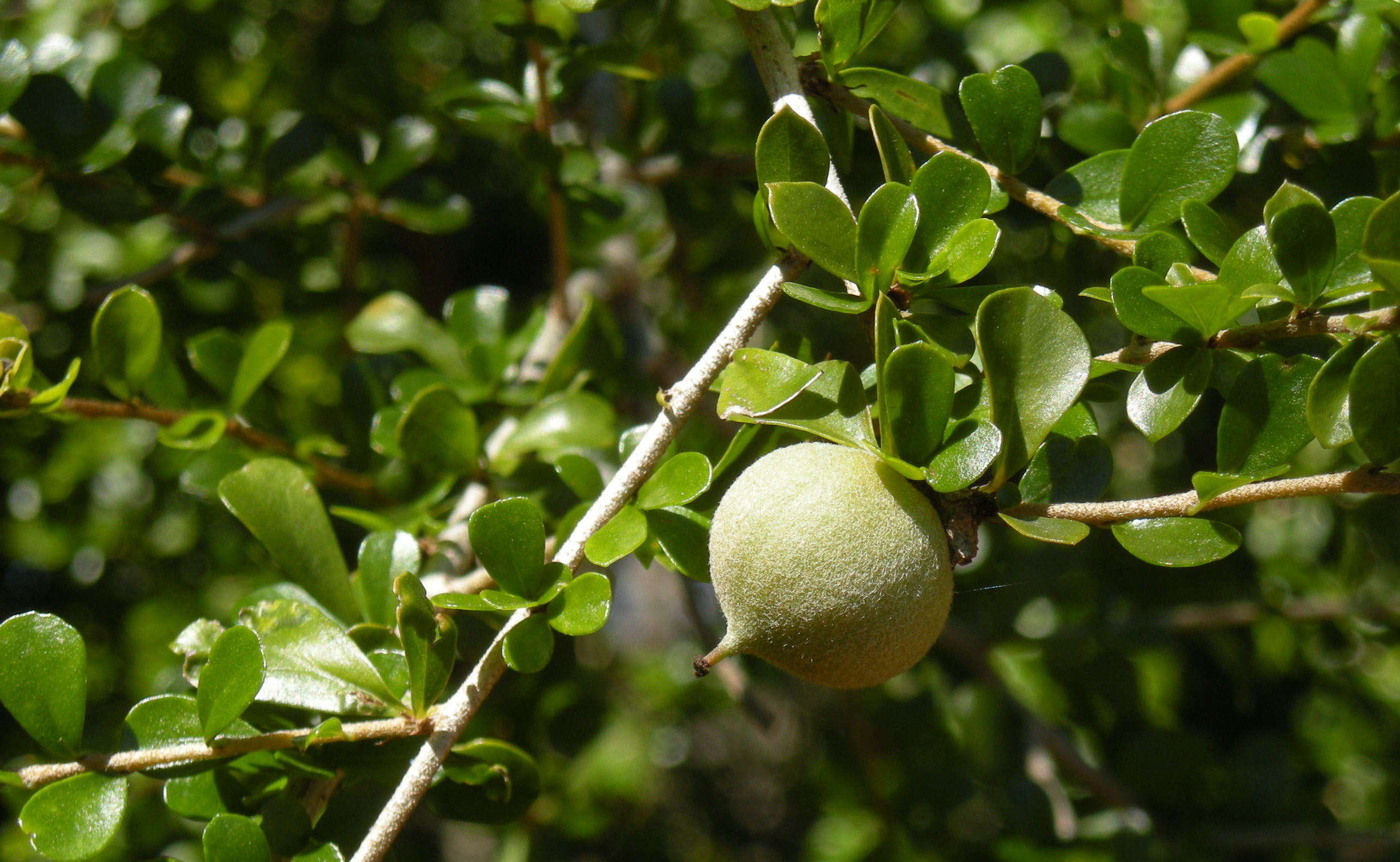
Pittosporum spinescens com fruto.

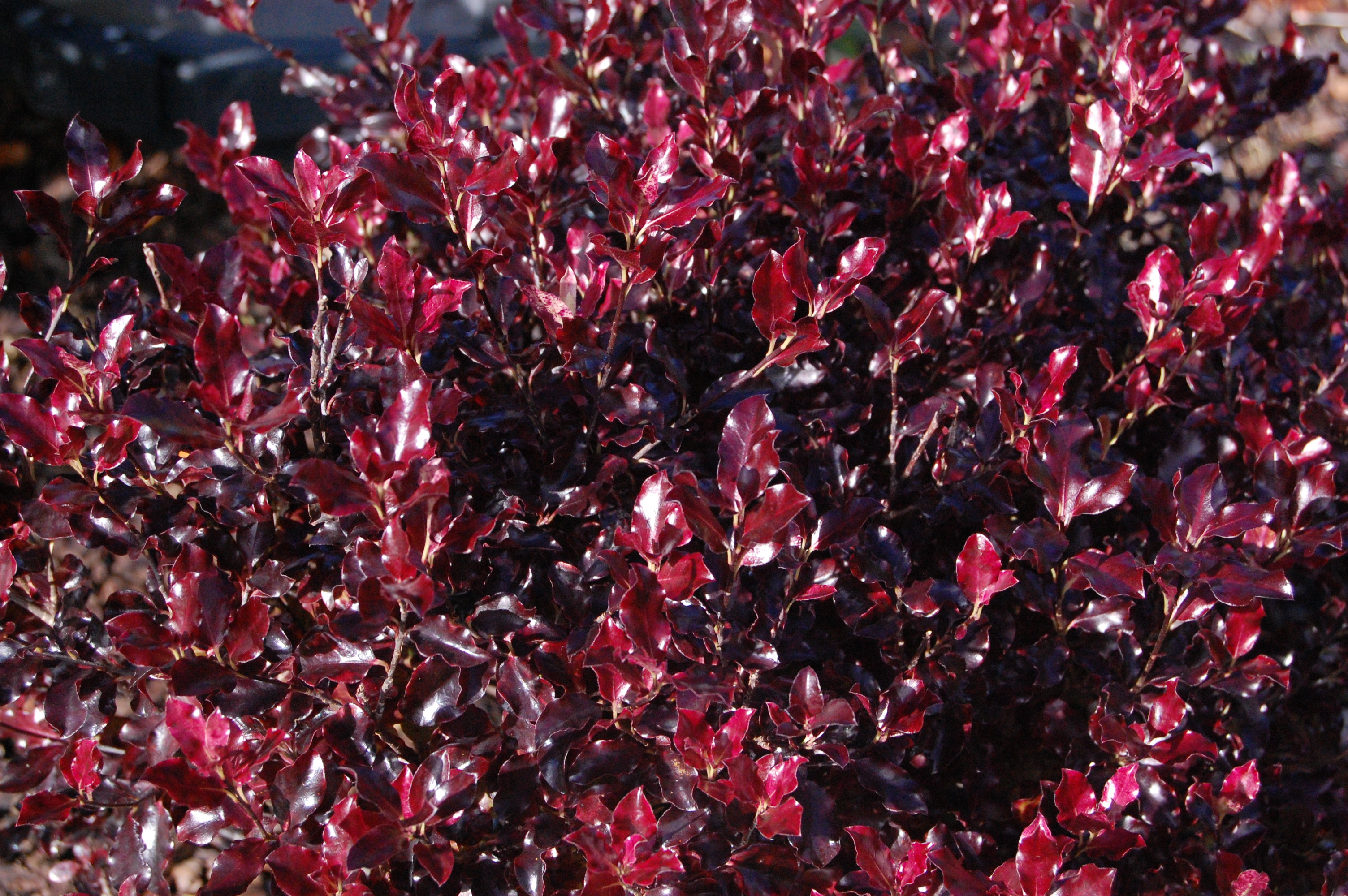
Folhagem do cultivar 'Tom Thumb'.

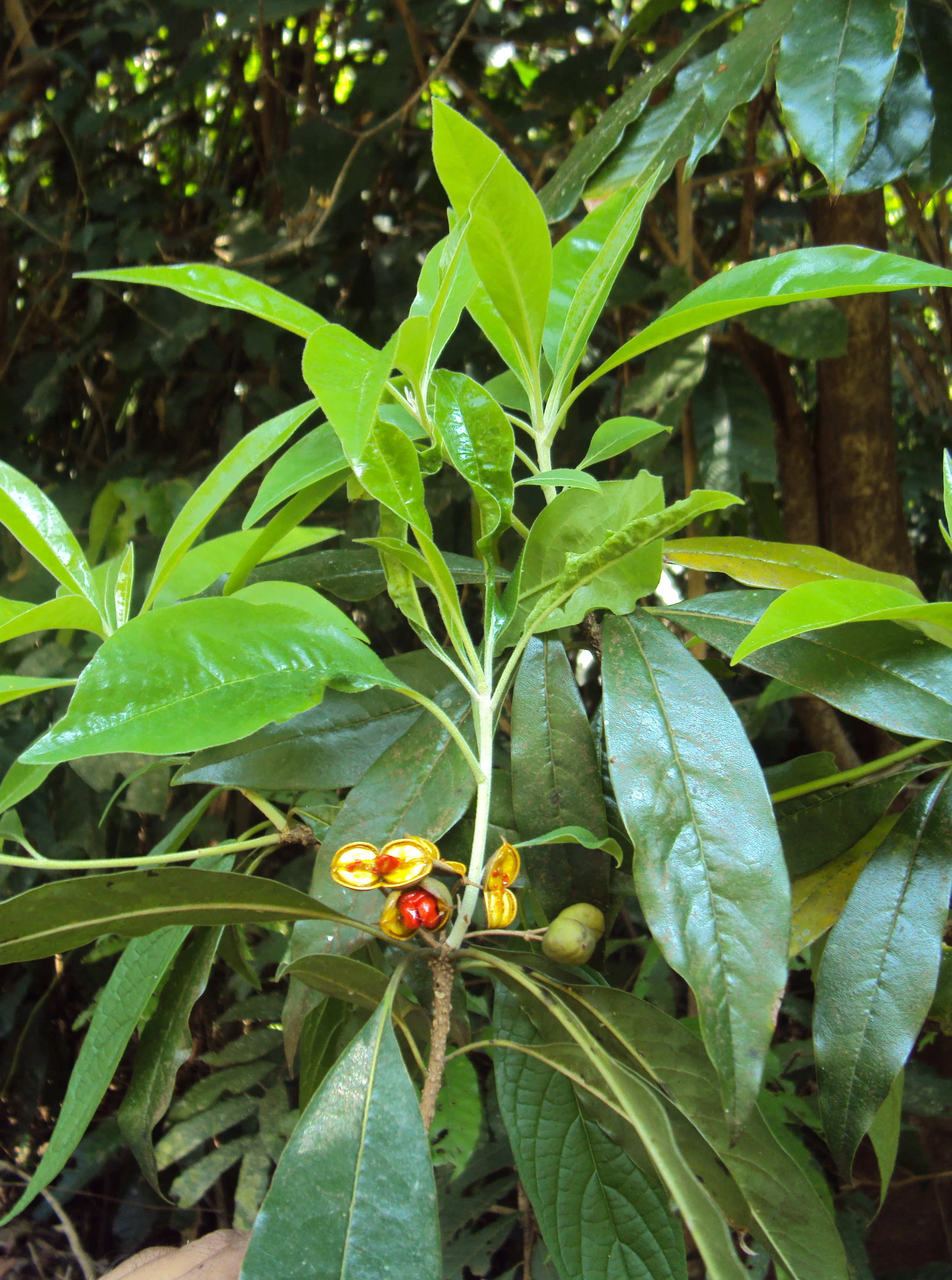
Pittosporum dasycaulon.

O pitósporo (Pittosporum) é um género que agrupa cerca de 200 espécies de fanerógamas da família Pittosporaceae. A origem provável do género será o paleocontinente Gonduana, tendo atualmente distribuição natural na Australásia, Oceania, leste da Ásia e algumas partes de África.

## Descrição
As espécies são árvores e arbustos que crescem de 2–30 m de altura. As folhas são espiraladas ou enroscadas, simples, com márgens inteiras ou onduladas (raramente lobuladas).As flores apresentam-se simples ou em umbelas ou corimbos, cada flor com 5-sépalas e 5-pétalas; com frequência com essências doces. O fruto é um lenhoso, do tipo cápsula, que se abre na maturação para a deiscência das numerosas sementes recobertas por uma substância pegajosa resinosa.
Pittosporum undulatum do leste da  Austrália é uma espécie invasora em algumas regiões. As espécies Pittosporum tenuifolium e P. eugenioides, ambas da Nova Zelândia, e Pittosporum tobira do sul do Japão são cultivadas como plantas ornamentais em regiões subtropicais e de clima temperado com invernos suaves.
O nome genérico tem como etimologia a palavra grega πίττα (por πίσσα) 'resina' e σπόρος, 'semente', ou seja 'sementes pegajosas', pois as sementes das espécies incluídas no género estão geralmente embebidas numa substância resinosa viscosa de coloração esbranquiçada.

## Espécies
O género Pittosporum inclui, entre outras, as seguintes espécies:
- Pittosporum aliferum
- Pittosporum angustifolium
- Pittosporum anomalum Laing & Gourlay
- Pittosporum arborescens Rich ex A.Gray
- Pittosporum argentifolium – Hōʻawa
- Pittosporum artense
- Pittosporum bicolor
- Pittosporum bracteolatum
- Pittosporum brevispinum
- Pittosporum collinum
- Pittosporum confertiflorum A.Gray – Hōʻawa (Hawaii)[1]
- Pittosporum coriaceum
- Pittosporum crassifolium –
- Pittosporum dallii
- Pittosporum daphniphylloides
- Pittosporum ellipticum
  - Pittosporum ellipticum ssp. serpentinum
- Pittosporum eriocarpum
- Pittosporum erioloma C.Moore & F.Muell.
- Pittosporum eugenioides – Tarata
- Pittosporum fairchildii
- Pittosporum ferrugineum
- Pittosporum gatopense
- Pittosporum glabrum – Hōʻawa
- Pittosporum goetzei
- Pittosporum gomonenense
- Pittosporum heterophyllum
- Pittosporum illicioides
- Pittosporum kirkii – Kirk‟s kōhūhū
- Pittosporum lancifolium
- Pittosporum ligustrifolium
- Pittosporum linearifolium
- Pittosporum moluccanum
- Pittosporum multiflorum
- Pittosporum muricatum
- Pittosporum napaliense
- Pittosporum nativitatis
- Pittosporum obcordatum –
- Pittosporum oreillyanum –
- Pittosporum ornatum
- Pittosporum orohenense
- Pittosporum paniense
- Pittosporum parvifolium
- Pittosporum patulum
- Pittosporum pauciflorum
- Pittosporum pentandrum
- Pittosporum phillyraeoides –
- Pittosporum pickeringii
- Pittosporum raivavaeense
- Pittosporum rapense
- Pittosporum resiniferum –
- Pittosporum revolutum –
- Pittosporum rhombifolium – agora Auranticarpa rhombifolia.
- Pittosporum rhytidocarpum
- Pittosporum rubiginosum
- Pittosporum silamense
- Pittosporum spinescens (F.Muell.) L.Cayzer, Crisp & I.Telford
- Pittosporum stenophyllum
- Pittosporum taitense
- Pittosporum tanianum
- Pittosporum tenuifolium – Kohuhu, Kohukohu
- Pittosporum terminalioides
- Pittosporum tobira –
- Pittosporum trilobum
- Pittosporum turneri
- Pittosporum undulatum –
- Pittosporum venulosum F.Muell.
- Pittosporum virgatum
- Pittosporum viridulatum
- Pittosporum viridiflorum Sims
- Pittosporum viscidum
- Pittosporum wingii F.Muell.
- Pittosporum yunckeri A.C.Sm.